# 久留里かりん
久留里 かりん（くるり かりん、12月20日 - ）は、舞台女優、アイドル。埼玉県出身。SYL所属。

## 来歴
2011年10月、「SAKURA」にて初舞台。2013年8月、アクトアイドル「アリスインアリス（二期）」に加入。2016年7月、トキエンタテインメントから山本太陽に移籍。2017年10月からフリーランスとして活動していた。 2024年3月より、久留里かりんとして「純粋カフェラッテ」に加入することを公表した。

## 人物
- 趣味：シルバニア集め
- 愛称：かりんちゃん
- アリスインプロジェクト制作作品への出演は32作品を数え、2023年5月時点で最多である。

## 出演

### 舞台
2011年 - 2012年
- エアースタジオプロデュース「SAKURA」C班（2011年10月26日 - 31日、東日本橋・AQUA Studio） -  那江 役
- アリスインプロジェクト「パラダイスロスト」星組（2012年2月1日 - 6日、池袋・シアターKASSAI） - 熊西アズサ 役
- エアースタジオプロデュース「SAKURA」A班（2012年3月21日 - 26日、両国・Air Studio） -  那江 役
- girls museum presents「Short Sweet Story」B班『それいけ！第二映画研究会！』（2012年5月29日 - 6月1日、神楽坂・絵空箱） -  岩井美羽 役
- ゴブレイシアター「ミオとジュリとエット…」モタギュー編（2012年10月16日 - 21日、池袋・シアターKASSAI）

2013年
- ゴブレイシアター「まいっちんぐマチコ先生」（2013年2月11日 - 17日、池袋・シアターKASSAI） - 可成ツヨイ 役
- girls museum presents「Short Sweet Story 卒業編〜公開稽古」（2013年3月7日、神楽坂・絵空箱）
- girls museum presents「Short Sweet Story 卒業編」『飛翔』（2013年3月28日 - 31日、神楽坂・絵空箱）
- アリスインプロジェクト×はちみつシアター「チェンジング☆ホテル」（2013年5月1日 - 6日、池袋・シアターKASSAI） - 大戸瀬小鳥 役
- アリスインプロジェクト
  - 「戦国降臨ガールズ」（2013年7月3日 - 7日、新馬場・六行会ホール） - 童子童子 役
  - 「名探偵はじめました」月組（2013年10月23日 - 27日、銀座みゆき館劇場） - 唐木花梨 役

- 太。ちょい　シーズン6「楢山異邦人」（2013年7月20日・21日、池袋・シアターKASSAI）
- A☆ct Stage Vol.4 「ASU」（2013年8月8日 - 11日、大塚・南大塚ホール） - カノン 役
- 狼の森〜アイドル人狼〜（2013年9月28日・29日、秋葉原・TwinBoxAKIHABARA）
- 狼の森☆〜アイドル人狼〜WINTER PARTY（2013年11月11日・25日、秋葉原・TwinBoxAKIHABARA）

2014年
- STRAYDOG「心は孤独なアトム」宙組（2014年2月5日 - 9日、池袋・シアターグリーン BIG TREE THEATER） - メルモ 役
- アリスインプロジェクト
  - 「時空警察ヴェッカー改 ノエルサンドレ」時組（2014年4月23日 - 27日、下北沢・小劇場B1） -  沢渡真琴 役
  - 「コピーライト」月組（2014年5月28日 - 6月1日、池袋・シアターKASSAI） - カリジョン 役
  - 「おうちに帰るまでが遠足です」（2014年7月13日 - 17日、池袋・シアターKASSAI） - 聖地巡礼ガールズ 鷲宮花梨 役
  - 「エデンの空に降りゆく星唄」チーム・エデン（2014年8月13日 - 17日、新馬場・六行会ホール） - 有田桃子 役
  - 「ヨルハ」地組（2014年10月1日 - 5日、池袋・シアターKASSAI） - リリィ 役
  - 「戦国降臨ガール・ReBirth」（2014年10月29日 - 11月3日、新馬場・六行会ホール） - 白童子 役
  - 「セブンフレンズ セブンミニッツ」時組（2014年12月17日 - 21日、新馬場・六行会ホール） - 徳乃島由子 役

- トウキョウ演劇倶楽部「Summer’s Rain（仮）」『だって好きだから』（2014年6月24日 - 30日、西日暮里・戸野廣浩司記念劇場）

2015年
- アリスインプロジェクト
  - 「ラストホリデイ2015〜終わらない歌〜」光組（2015年4月29日 - 5月10日、池袋・シアターKASSAI） - 春川希美 役
  - 「魔銃ドナー」（2015年6月24日 - 7月5日、池袋・シアターKASSAI） - 秋津ゆらら 役
  - 「アリスインデッドリースクール ビヨンド」（2015年8月12日 - 23日、池袋・シアターKASSAI） - 志倉夏樹 役
  - 「新・戦国降臨ガール」武の組（2015年10月21日 - 25日、新宿・スペース・ゼロ） - 髑髏娘 役

2016年
- アリスインプロジェクト
  - 「クォンタム・ドールズ」（2016年1月6日 - 11日、西新宿・新宿村LIVE） - バーブラ 役
  - 「時空警察クロノゲイザー」（2016年7月6日 - 10日、新馬場・六行会ホール） - 時空刑事レピス 役
  - 「アリスインデッドリースクール パラドックス」（2016年8月11日 - 21日、池袋・シアターKASSAI） - 村崎静香 役
  - 「魔銃ドナークロニクル」（2016年9月28日 - 10月2日、六行会ホール） - 秋津ゆらら 役
  - 「GIRLS TREK」（2016年12月7日 - 11日、新宿・THEATER BRATS） - ウィロー 役

- Am-bitioN「ヒカケン〜非科学超常現象研究会の何でもない1日〜」（2016年8月26日 - 28日、武蔵野芸能劇場） - Aキャスト

2017年
- アリスインプロジェクト
  - 「DANCE DANCE DANCE! 踊りが丘学園〜これが私の舞活動〜」（2017年2月9日 - 19日、池袋・シアターKASSAI） - 十和子 役
  - 「名探偵はじめました! 2017」（2017年5月3日 - 8日、新宿・シアターブラッツ） - 飯田望 役
  - 「クォンタムドールズ2017」（2017年7月5日 - 9日、六行会ホール） - バーブラ 役
  - 「アリスインデッドリースクール・ノクターン」（2017年10月4日 - 9日、新宿村LIVE） - 志倉夏樹 役

- 爆走おとな小学生「私私私立下等高等学校〜3年1組異常科専攻〜」（2017年3月23日 - 26日、東長崎・てあとるらぽう） - ネタミソネ美 役
- レティクル東京座「皇宮陰陽師アノハ」team白（2017年9月28日 - 10月2日、池袋・シアターグリーンBIG TREE THEATER） - きらら皇女 役

2018年
- 犀の穴「12人の分かれる劇団員」（2018年2月21日 - 25日、十条・犀の穴） - 倉永恵 役
- 華枕〜願い巡りて〜（2018年4月11日 - 15日、ラゾーナ川崎プラザソル） - アザミ 役
- 爆走おとな小学生「こっちにおいで、ジョセフィーヌ」team Pluie（2018年5月23日 - 27日、新宿村LIVE） - うらら 役
- アリスインプロジェクト
  - 「降臨Hearts」（2018年7月11日 - 16日、新宿村LIVE） - ミツ 役
  - 「ともだちインプット」（2018年11月7日 - 18日、池袋・シアターKASSAI） - 倉木カケル 役
  - 「ドナー・イレブン」（2018年12月24日 - 30日、池袋・シアターKASSAI） - 柚木鬼灯 役

- 劇団東京都鈴木区×シザーブリッツ「翔べ!スペースノイド」Aチーム（2018年10月10日 - 14日、上野ストアハウス） - ヒマリ 役
- ボブジャックシアター『ライナスの毛布』（2018年12月18日 - 23日、ファンファーレ東新宿）
  - 「夢で逢いましょう」 - 深町アザミ 役
  - 「コールドスリープ」 - ニシナガナナ 役

2019年
- 蜂巣和紀単独コント公演
  - 『蜂巣祭〜2019冬の陣〜』「ストローミリオネア」（2019年1月25日 - 27日、ステージカフェ下北沢亭） - トナカイのビビンバ、ハッピー妖精 2役
  - 『蜂巣祭〜2019夏の陣〜』「チューバッカ王国の花嫁道チュー」（2019年7月26日 - 28日、ステージカフェ下北沢亭） - 太陽 役
  - 『蜂巣祭〜2019秋の陣〜』「テッペン越えのサンドリヨン」（2019年10月18日 - 20日、ステージカフェ下北沢亭） - かぼちゃ 役

- アリスインプロジェクト
  - 「DANCE! DANCE! DANCE! オルタナティブ」（2019年2月9日 - 17日、池袋・シアターKASSAI） - 向源守里 役
  - 「降臨Hearts&Soul」（2019年4月25日 - 5月6日、池袋・シアターKASSAI） - ヒロ 役
  - 「アリスインアリスinデッドリースクール」（2019年12月12日 - 23日、池袋・シアターKASSAI） - オルフェ 役

- 劇団ドリームプリンセス「カーテンコール〜この想い、届け!〜」（2019年3月28日 - 31日、新宿村LIVE） - 真琴 役
- LIVEDOG「クレイジーメルヘン」チーム電撃（2019年6月22日 - 30日、新宿村LIVE） - 主演 17歳のミコト 役
- fragment edge「禽獣のクルパ－Avalon－」（2019年10月30日 - 11月4日、下落合・TACCS1179） - 兎丸クルミ 役

2020年
- 蜂巣和紀単独コント公演『蜂巣祭〜2020冬の陣〜』「毒林檎姫」（2020年1月10日 - 12日、ステージカフェ下北沢亭） - だるま 役
- 剣舞プロジェクト×アリスインプロジェクト「百花繚乱〜Break a leg!〜」（2020年3月11日 - 15日、新宿村LIVE） - ココノエ 役
- マルガリータ企画『マルガリータピザ2nd CUT』「ホームセンターズピリオド」（2020年9月9日 - 13日、新宿シアターミラクル） - 無地唐乃 役
- アーラェアンゲリー「また×5、笑いのツボ～ただ×5 やってみたかっただけ～」（2020年11月19日 - 23日、ステージカフェ下北沢亭）

2021年
- 蜂巣和紀単独コント公演
  - 『蜂巣祭～2021冬の陣～』「ピータンの大冒険」（2021年1月15日 - 17日、ステージカフェ下北沢亭） - ティンク 役
  - 『蜂巣祭〜2021春の陣〜』「魔法少女はじめました」（2021年5月14日 - 16日、ステージカフェ下北沢亭）
  - 『蜂巣祭〜2021夏の陣〜』「テッペン越えのサンドリヨン」（2021年10月8日 - 10日、ステージカフェ下北沢亭） - かぼちゃ 役
  - 『蜂巣祭〜2021秋の陣〜』「バンブーガール」（2021年11月12日 - 14日、ステージカフェ下北沢亭） - めんま 役

- 蜂巣和紀×比嘉ニッコプロデュース『腹笑い』「桃⼦」（2021年1月29日 - 31日、赤坂CHANCEシアター） - 主演 桃⼦ 役
- 「菅生ゼミ休講のお知らせ-再々演-」C組（2021年4月2日 - 11日、新宿スターフィールド） - 桃瀬 役
- Daisy times produce「ハナコトバ vol.1」（2021年6月11日 - 13日、赤坂CHANCEシアター）
- ガチャx2企画「こんなストーリーってありですか?Part2」（2021年8月6日 - 8日、赤坂CHANCEシアター）
- AIPプロデュース『リーディングガールズ』「月の光」（2021年9月23日 - 26日、新三河島・キーノートシアター） - 朝倉光 役
- Studio K'z「劇場版演劇バラエティ『アイガク』秋晴シリーズ」「アイガク・バトラーズ」（2021年10月31日、秋葉原・BECK akiba）

2022年
- amipro「本能寺オテロ」（2022年1月7日 - 11日、コフレリオ新宿シアター） - ねね 役
- ガチャx2企画『このファミレスには、なんかある』「妹応援隊」（2022年2月3日 - 6日、赤坂CHANCEシアター）
- 蜂巣和紀単独コント公演『蜂巣祭〜2022春の陣〜』「快便戦隊うんこマン」（2022年4月22日 - 24日、ステージカフェ下北沢亭） - 花摘運美 役
- ガチャx2企画『どっちが悪い?』3個目「どっちが悪い?」（2022年6月23日 - 26日、赤坂CHANCEシアター）
- 秘密結社「プロメテウスの石皿」（2022年7月1日 - 3日、新宿眼科画廊） - 角倉衝 役
- 莢の中企画「匣の中」（2022年11月3日 - 6日、新宿コフレリオシアター） - フィリア 役

2023年
- Studio K'z「みちこのみたせかい」（2023年11月1日 - 5日、池袋・シアターKASSAI） - アイ 役
- Pino Produce「まとまるふぉーぜ」（2023年11月22日 - 26日、池袋・シアターKASSAI） - 青柳深青 役
- フレッシュ企画「コントバラエティ～XmasPartyNight」（2023年12月22日、大塚・ドリームシアター）

2024年
- POWERPROJECTクーデター「DOLL」（2024年3月29日、荻窪小劇場） - 日替わりゲスト オードリー 役
- Studio K'z「召喚アウトロー」（2024年12月4日 - 8日、大塚・萬劇場） - ガジュラ・カ・カムラ 役

### 映画
- アリスインプロジェクト「鐘が鳴りし、少女達は銃を撃つ[53]」（2014年3月、監督：山岸謙太郎） - ヤマセ 役
- アリスインプロジェクト「アリスインデッドリースクール・アジタート[54]」（2017年10月、監督：山岸謙太郎） - 志倉夏樹 役

### アニメ
- ゲキドル（2021年1月 - 3月、AT-X、BSフジ） - 阿久津美依子 役[55]

### ネット配信
- アリスインプロジェクト『オンライン学園バラエティ「アイガク！LIVE」』（2020年5月 - 6月、YouTube、ニコニコ生放送）[56][57]
- アリスインプロジェクト「アイガク夏フェス・オンライン」（2020年8月7日 - 15日、ZAIKO）[58]
  - 学園バトル「アイガク・バトラーズ」（2020年8月7日、15日）
  - アドリブ心理バトル「アイガク・人狼（降臨ハーツVer）」（2020年8月8日）
  - 演劇ワークショップ体験「アイガク・ワークショップ」（2020年8月9日）
  - 生コメンタリー舞台上映イベント「アイガク・トーク」（2020年8月10日）
- アリスインプロジェクト「ドナーイレブン&秋フェスオンライン」（2020年10月1日 - 10日、ZAIKO）[59]
  - オンライン心理バトル「ドナーイレブン」～リモートコンサルテーション～（2020年10月1日 - 9日）
  - 「舞台上映&キャストトーク」（2020年10月3日 - 5日）
  - 「アイガク・バトラーズ」6vs6オンライン学園バトル（2020年10月2日）
  - 「アイガク・ライブ」オンライン学園バラエティ（2020年10月10日）
- 蜂巣祭「オンライン蜂巣祭〜霜月の陣〜」（2020年11月1日、TwitCasting）
- アリスインプロジェクト「アイガク! 冬フェス・オンライン」（2020年12月18日 - 30日、ZAIKO）[60]
  - 6vs6の真剣バトル「アイガク・バトラーズ」（2020年12月18日 - 29日）
  - おなじみ学園バラエティ「アイガク・ライブ」（2020年12月25日）
- アリスインプロジェクト「アイガク2021&デッドリー永遠フェス」（2021年2月26日 - 3月21日、ZAIKO）[61]
  - おなじみ学園バラエティ「アイガク・ライブ」（2021年3月13日）
  - 2チーム対抗戦の真剣バトル 「アイガク・バトラーズ」（2021年3月19日）

### TV
- テレビ東京「マジすか学園2」 -
- フジテレビ「わかるテレビ」
- TBSテレビ「中居正広の金曜日のスマたちへSP」

### CM
- 早稲田アカデミー
- アメリカンホーム保険会社

## ユニット活動
- アクトアイドル「アリスインアリス[62]（二期）」（2013年8月 - ） - アリスインアリスの項を参照のこと
  - ケチャマヨ（花梨、宮島小百合）（2015年2月 - 4月） - アリスインアリス内ユニット。2015年2月9日めいどりーみん池袋店で開催された「えびすま喫茶」にて初ライブ。ユニット名はケチャップとマヨネーズに由来する。別名「めだかとかっぱ」。
- 聖地巡礼ガールズ（2014年7月 - 10月） - アリスインプロジェクト「おうちに帰るまでが遠足です」にて結成された(加藤茜、秋山ゆずき、花梨、加藤夏子)。第2回アニ玉祭（アニメ・マンガまつりin埼玉）[63] オフィシャルサポーター。
- みつかりん（2015年10月 - 2016年12月） - 香港と日本で活動する踊ってみたユニット[64]。香港のアイドルユニット「乙女ライラックル」のみつきと、「アリスインアリス」の花梨により結成された。
- あくまで天使（2021年7月 - 10月）- キュア花梨（天使）。水飴ゆあ、羽豆りあん、キュア花梨、月乃もも、まえのめり、夢幻ねむいにより結成されたグループ[65]。2021年10月に活動終了[66]。
- Lanan（2022年3月 - 2023年4月） - 星野みお、天知ひまり、月乃みか、花梨により結成された[67]、KiREI、Premonyの後継グループ。のちに中山さつきが合流した。2023年4月、脱退[68]。
- Neo Standard（2023年5月 - 7月） - 横山みい奈、松倉みゆ、小嶋凛、船戸ゆきの、胡桃かりんにより結成されたアイドルグループ[69]。
- 純粋カフェラッテ（2024年3月 - ） - 2024年3月加入[1]。